# 天主教卡拉教區
天主教卡拉教區（拉丁語：Dioecesis Karaënsis）是多哥一個羅馬天主教教區，屬洛美總教區。
教區成立於1994年7月1日，位於中北部的卡拉區。2011年有教友200,000人（佔轄區總人口19.4%）、卅二個堂區、八十九名司鐸。現任教區主教為雅克·丹卡·隆加。